# Massacre de Bath School

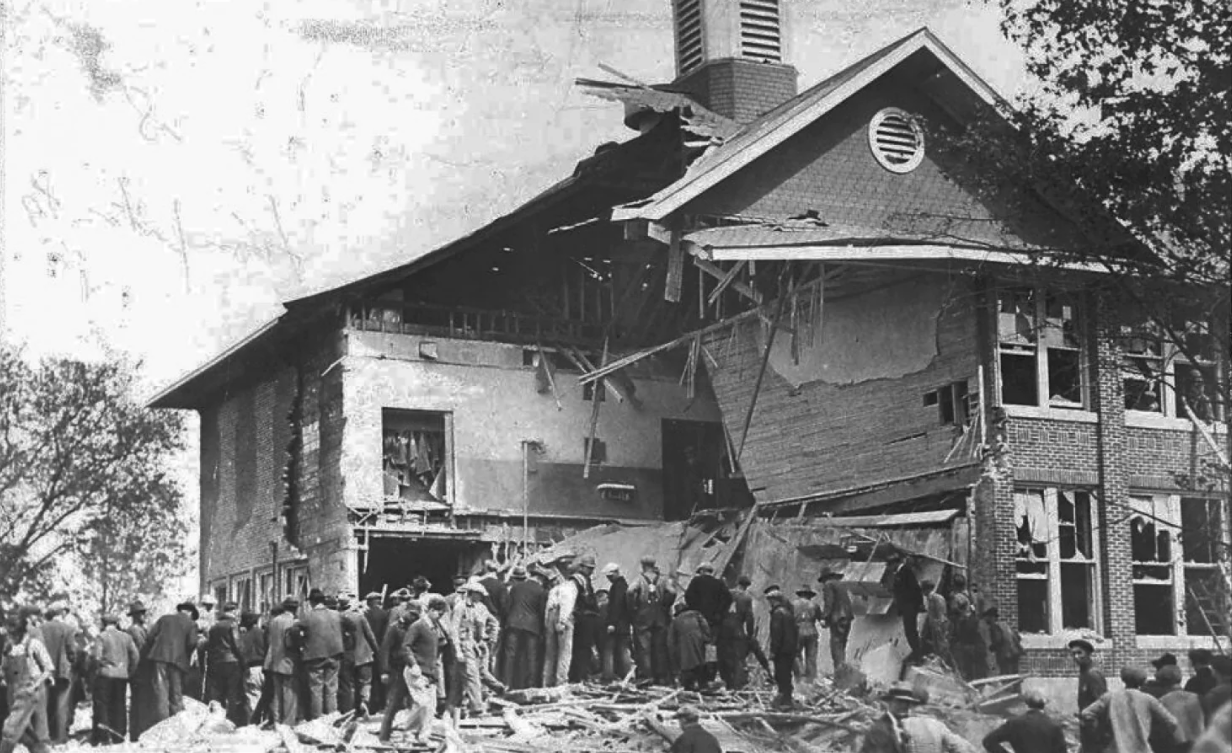
A parte da frente da escola após o atentado.

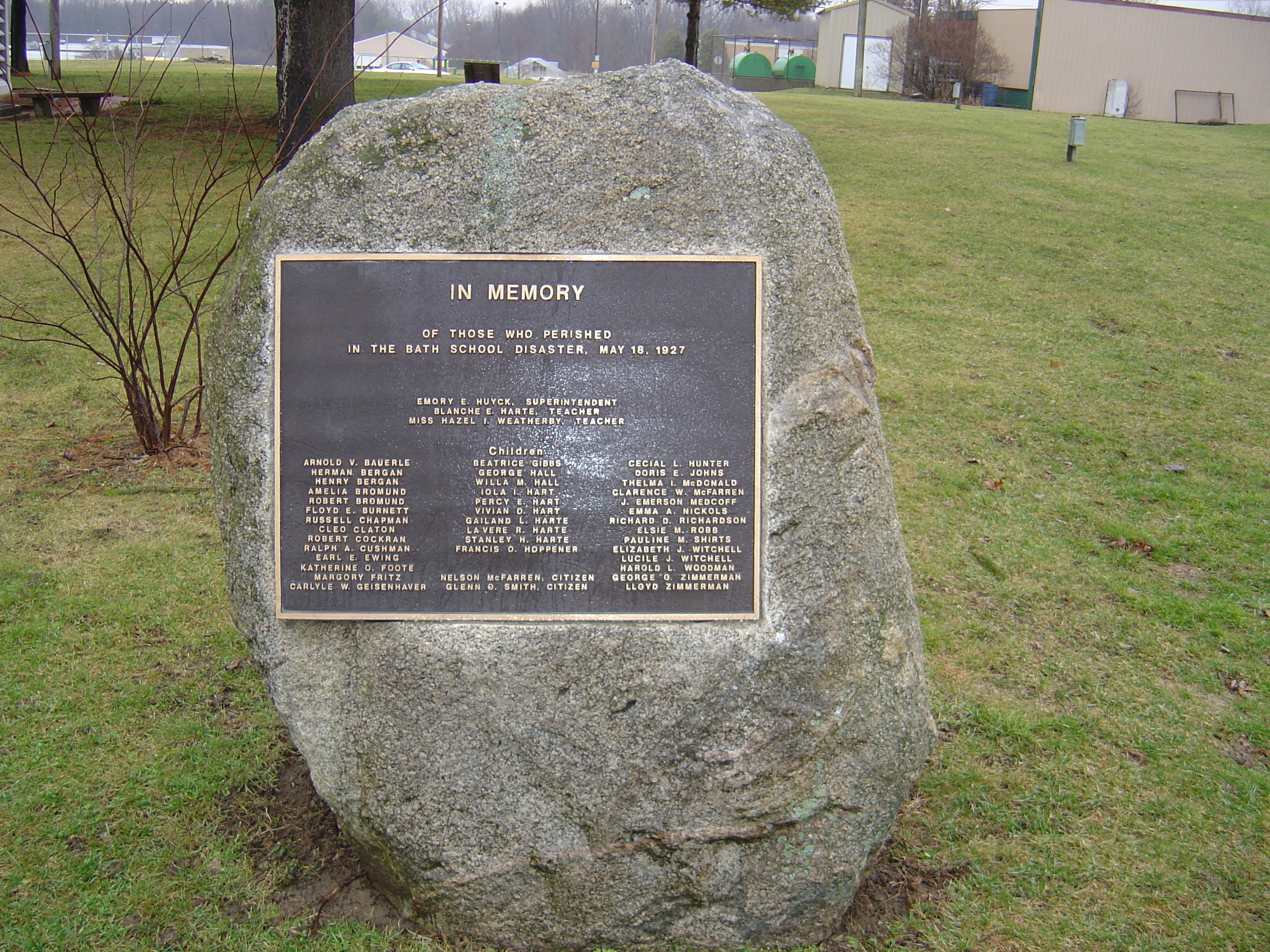
Memorial do massacre de Bath

O Massacre de Bath School, também conhecido como Explosão de Bath School, Massacre de Bath Township e Explosão de Bath Township foi o maior massacre nos Estados Unidos antes do Atentado de Oklahoma City, e que consistiu em três atentados com explosivos em Bath Township, no estado de Michigan, ocorridos na manhã do dia 18 de maio de 1927, que mataram 45 pessoas (na maioria crianças) e feriram outras 58, que forma o total de 103 pessoas.
A maioria das vítimas era de crianças entre os 6 e 12 anos de idade, que estudavam na Bath Consolidated School. Suas mortes constituem o ato o mais mortal de assassinato em massa contra uma escola na história dos Estados Unidos. Provavelmente, acredita-se de que foi considerado como também o maior massacre escolar do mundo até 2004, quando houve o Massacre de Beslan, no sudoeste da Rússia. O assassino era um funcionário da escola, Andrew Kehoe, responsável pela tesouraria, que foi contra o imposto de propriedade da sua fazenda agrícola. Responsabilizou o imposto adicional pelos descalabros financeiros que conduziram à falência da sua fazenda agrícola. Estes eventos provocaram aparentemente Kehoe para planear seu ataque, ou seja, contra os impostos.
Na manhã do dia 18 de maio, Kehoe matou primeiramente sua esposa a tiros, que estava na fazenda, onde ambos moravam, em seguida incendiou então a casa que explodiu (não tinham filhos). Enquanto as pessoas chegaram para apagar o fogo à fazenda, uma explosão devastou a ala norte do edifício de escola, matando muitas das pessoas lá dentro. Kehoe usou um detonador para inflamar dinamite e as centenas de libras do explosivo pyrotol, que colocara secretamente no interior da escola meses antes. Enquanto o resgate das vítimas chegava à escola, Kehoe dirigiu o seu automóvel, e, parado, detonou uma bomba no interior do carro, suicidando-se e matando ainda mais quatro pessoas, incluindo o superintendente escolar, e ferindo outras pessoas. Durante os esforços do salvamento, as buscas descobriram que umas 500 libras (230 kg) de dinamite e uma grande quantidade de pyrotol não explodido, colocados sob a ala sul da escola.